# Хоро (племя)
Хоро́ (хоролоры, хоринцы) (якут. хоролор) — племя, вошедшее в состав якутского этноса. Хоринцы стали одним из главных компонентов в этногенезе якутов.

## История
Согласно преданиям верхоянских якутов, хоролоры представляются как полумифический народ, прибывший на реку Яна ранее чукчей или одновременно с ними. Это был древний крупный по численности народ, вымерший после эпидемии оспы.
Исторической родиной хоролоров называется страна Хоро Сирэ (Кус Хоро дойдута), располагавшейся к юго-востоку от Якутии. В этой стране по преданиям якутов зимуют птицы, в самой же стране проживали воинствующие шаманы. Северные якуты называют родину хоролоров Кытат, что по мнению А. П. Окладникова могло означать Китай или родину древних киданей.
Родоначальником якутских хоринцев считается Улуу Хоро, прибывший из страны Хоро Сирэ. По преданиям, Улуу Хоро прибыл к предкам якутов верхом на быстроногом быке. Некоторые исследователи склонны рассматривать Улуу Хоро как третьего легендарного прародителя якутов, наряду с батулинцем Омогоем и кангаласцем Эллеем (Эр Соготох).
Улуу Хоро переправился на юго-востоке и востоке Якутии через реки Алдан, Амга и Татта, по одной из легенд попутно дав этим рекам названия и поселился в местности Мюрю. Там он хотел устроить ысыах по случаю новоселья, но был прогнан оттуда давним жителем этой местности Бэрт-Хара. Тогда Улуу Хоро перебрался на западный берег Лены в долину Туймаада.
Во время «эпохи войн» (якут. кыргыс үйэтэ), вождь кангаласцев Тыгын убил сильнейшего воина хоролоров и истребил их большую часть. Позже хоролоры под натиском ушли дальше на запад и основали свои наслеги в Верхневилюйском и Сунтарском улусах.
По подсчётам Г. В. Ксенофонтова до Октябрьской революции насчитывалось 5 000 представителей хоро.

## Версии происхождения
Улуу Хоро и его потомки говорили на особом хоринском наречии (якут. хоро тыла). По преданиям якутов, язык хоролоров настолько своеобразен, что якуты не понимали его. В одном из преданий говорится, что «их язык был похож на гусиное гоготание». До сих пор в якутском языке сохранилось выражение: "говори на человеческом языке, по-якутски, я не понимаю по-хорински" (якут. киһилии кэпсээ, сахалыы саҥар, мин хоролуу билбэтим). Вследствие ассимиляции, хоролоры утратили свой язык.
Якутских хоро связывали с забайкальскими хоринцами. Хоринцев, в свою очередь, связывают с курыканами, хор-шивеями, с монгольскими племенами хорласов и хорчин. Отдельной фратрией хоринцев считаются туматы и батулинцы, также имеющиеся в родовом составе якутов.
В XX в. утвердилось отождествление носителей этнонимов хори и хоро со средневековыми курыканами. Хоринцев в Бурятии также принято связывать с курыканами. Так, Б. Б. Дашибалов, согласно археологическим данным, прослеживает преемственную связь между курыканами и хори. Однако, согласно новым материалам, курыканы могли жить в Тункинской долине. К тому же в пределах Прибайкалья нет ни единого памятника курумчинской культуры, связанной с курыканами.
Наличие сакрального термина «Айа» в музыкальных возгласах хоринских бурят, отождествляемого с названием верховного божества саха Юрюнг Айыы Тойона, свидетельствует об этнической связи между саха и бурятскими хоринцами. Названия рек Алдан, Амга и Татта, которые по одной из легенд дал им Улуу Хоро, имеют связь с монгольским происхождением, в частности, топоним Алдан - с названием даурского рода ардан, а Таатта — с сакральным возгласом хоринцев «Татай», восходящим к божеству бурятов Тат. 
Обнаруженные в 1936 году Е.В. Стреловым остатки одежды в погребении хоролоров по своему покрою сходны с тунгусским кафтаном.
Бурятский исследователь Булат Зориктуев отрицает связь якутских хоринцев с бурятскими. У бурятских этносов, в отличие от якутских хоролоров, отсутствует какое-либо почитание ворона. Помимо этого, версия о монгольском происхождении не согласуется с преданиями об экзотичности звучания языка хоро, в то время как для якутов монгольский язык был давно известен.
По мнению Зориктуева, Улуу Хоро может иметь корейское происхождение, а страну Хоро он связывает со средневековым корейским этнонимом Корё. По его мнению, страна Хоро находилась в низовьях Амура, на что указывают одноимённые топонимы с корнем "хор". В частности, из этой страны могли выйти Чумон, Тонмён, Оиджи и Ови, основавшие государство Когурё (Корё) на Корейском полуострове. На связь якутских хоринцев с корейцами может указывать одинаковое почитание трёхлапого ворона в качестве тотема.
Историк Розалия Бравина связывает происхождение хоролоров с приамурским пластом баргутов при активном участии чжурчжэней и тунгусских народов.

## Культура

### Язык
Хоринский язык был неизвестен якутам и представлялся диковинным. В легендах якутских шаманов подчёркивается, что наиболее сильные из них владеют хоринским языком. Хоринский язык имел два вида: хоринский диких оленей и хоринский соhо (рус. камень для росписи красной охрой) оленей. Впоследствии первый стал сакральным языком шаманов, а второй полностью исчез.

### Обычаи
Среди хоролоров были сильны шаманские обряды. По мнению Андриана Борисова, якутскими шаманами считались в основном хоринцы. В ряде якутских тотемических мифов указывается, что защитить род или человека может только шаман из рода хоро.
Хоро покланялись Улуу Тойону, тотемом хоро являлся ворон. Мёртвого ворона хоро были обязаны положить на ветки деревьев и почтить. Несмотря на причиняемый вред охотничьему промыслу, якутам запрещалось убивать воронов. Согласно мифу, душа ворона, убитого охотником, летит к богу Улуу Тойону или Хара Сылгалааху с жалобой на обидчика. Тогда бог нагоняет на охотника страшные болезни. Вороны попадали в ловушки охотников, в таком случае, чтобы избежать кары бога-покровителя воронов, в рот убитого ворона охотник должен был положить часть тела белого животного (горностая или зайца).
В Хоринском наслеге Сунтарского улуса по обычаю невеста должна выйти в лучшем наряде и поклониться пролетающему мимо ворону.
Помимо ворона, часть хоролоров почитали орла и лебедя.

### Быт
По якутским традициям, только человек из рода хоро, как «сын Солнца», имеет право зажигать огонь с помощью огнива.

## Современные потомки
Хоринские наслеги в настоящее время есть в Верхневилюйском, Олекминском, Сунтарском, Усть-Алданском и Хангаласском улусах. По мнению историка и антрополога Еремея Габышева, «половина якутов имеет хоринское присхождение».